# Daniel Garrison Brinton
Pour les articles homonymes, voir Brinton.
Daniel Garrison Brinton (13 mai 1837, Thornbury Township– 31 juillet 1899, Philadelphie) est un médecin, un ethnologue mésoaméricaniste et un linguiste américain.

## Médecin
Diplômé de Yale en 1858, il étudie deux ans la médecine à l’université Thomas Jefferson puis voyage en Europe pendant un an. Il poursuit ensuite ses études à Paris et Heidelberg. De 1862 à 1865, durant la guerre de Sécession, il est chirurgien militaire, responsable de 1864 à 1865 de l’hôpital général des armées à Quincy, en Illinois, et participe à la campagne de Chattanooga. 
Après la guerre il exerce la médecine plusieurs années à West Chester (Pennsylvanie) et devient éditeur du Medical and Surgical Reporter, Philadelphie, de 1874 à 1887, année où il prend sa retraite.

## Ethnologue
Daniel Brinton éprouve pour l’anthropologie américaine un intérêt précoce qu’il poursuit parallèlement à sa carrière médicale. Sa première publication sur le sujet date de 1859.
En 1884 il devient professeur d’ethnologie et d’archéologie à l’Académie des sciences naturelles de Philadelphie. En 1886 il devient professeur de linguistique et d’archéologie à l’université de Pennsylvanie, poste qu’il gardera jusqu’à sa mort.
Typique des pionniers de ce domaine, il ne se spécialise pas mais s’intéresse à une grande variété de sujets (langues, coutumes, littérature, archéologie, etc.) sur un vaste domaine allant de la Mésoamérique au Grand Nord. Ses contributions les plus importantes sont dans les domaines de la religion et du folklore, avec l’édition d’une Bibliothèque de la littérature américaine aborigène (1882–1890), ainsi que de la linguistique.
Ses études sont basées essentiellement sur des textes et très peu d’observations de terrain, d’autant que les séquelles d’un coup de chaleur subi durant la campagne de Chattanooga lui interdisent les séjours prolongés sous un climat très chaud. Il rassemble ainsi pour ses recherches une grande collection de documents qu’il léguera à l’université de Pennsylvanie.
Comme en témoigne son discours d’août 1885 à l’Association américaine pour l'avancement des sciences, il adhérait au point de vue répandu à l’époque que, malgré l'identité psychique fondamentale des humains, certaines races ne pouvaient pas accéder aux lumières de la modernité. Il privilégia ainsi dans son travail les cultures mésoaméricaines plus « avancées ». Il pensait que les lois devaient être fondées sur la base des races, nations et tribus et non sur le principe des droits humains.
Il fut membre de nombreuses sociétés savantes aux États-Unis et en Europe et fut président de la Société de numismatique et d’antiquité de Philadelphie, de la Société américaine de folklore, de la Société américaine de philosophie et de l’Association américaine pour l'avancement des sciences.

## Anarchiste
Sur la fin de sa vie il devint anarchiste. En avril 1896 il adressa à la Société d’éthique de Philadelphie un discours sur le thème "Ce que veulent les anarchistes". En 1897, c’est avec lui que Kropotkine dîna après avoir refusé toutes les invitations des élites de la ville,

## Collection Brinton
Daniel Brinton légua sa collection de livres et documents comprenant plus de quatre mille pièces au musée d’archéologie et d'anthropologie de l’université de Pennsylvanie. Elle comprend, entre autres, des collections achetées à Brasseur de Bourbourg, Alphonse Pinart, au bibliophile Henry C. Murphy et au médecin mésoaméricaniste allemand Karl Hermann Berendt.

## Écrits
De 1868 à 1899, D Brinton publia au moins 23 livres, des brochures et environ 200 articles, dont : 
- American Hero-Myths: A Study in the Native Religions of the Western Continent.
- Library of Aboriginal American Literature. No. VIII
- Aboriginal American authors and their productions
- Notes on the Floridian Peninsula (1859)
- The Myths of the New World (1868), an attempt to analyse and correlate, scientifically, the mythology of the American Indians
- A Guide-Book of Florida and the South (1869)
- The Religious Sentiment: its Sources and Aim: A Contribution to the Science and Philosophy of Religion (1876)
- American Hero Myths (1882)
- The Annals of the Cakchiquels (1885)
- The Lenâpé and their Legends: With the Complete Text and Symbols of the Walam Olum (1885)
- Ancient nahuatl poetry 1890
- Essays of an Americanist (1890)
- Races and Peoples: lectures on the science of ethnography (1890);
- The American Race (1891)
- The Pursuit of Happiness (1893)
- Nagualism, A Study in Native American Folk-lore and History (1894)
- (en) The Taensa Grammar and Dictionary: A Deception Exposed, F. H. Revell, 1885 (lire en ligne)
- Religions of Primitive People (1897)
- Library of American Aboriginal Literature (8 vols. 1882-1890)